# 山口県を舞台とした作品一覧
山口県を舞台とした作品一覧（やまぐちけんをぶたいとしたさくひんいちらん）では、山口県内を舞台、モチーフ、ロケーションとした文芸、ドラマ、映画、漫画、アニメーション作品について記述する。
山口県には、「源平合戦の最後の戦いである壇ノ浦」、「宮本武蔵と佐々木小次郎の決闘が行われた巌流島」があり、また山口県は「明治維新の倒幕の中心であった長州藩」であったため、源平合戦、宮本武蔵、幕末・明治維新関係の作品にはほぼほぼ山口県が登場する。

## 文芸作品（小説・古典・紀行・童話）
- 赤い雲伝説殺人事件（内田康夫）
- 秋吉台物語（今田勉）
- アリバイは両刃の剣（和久峻三）
- 或る一人の女の話（宇野千代）
- 朝はだんだんみえてくる（岩瀬成子）
- 欺かざる記（国木田独歩）
- 安倍三代（青木理）
- 生きて行く私（宇野千代）- 岩国市
- 陰徳太平記
- 永興寺へ～岩国の心をたずねて（田山千恵子）
- えんとつ町のプペル（西野亮廣）
- 大内氏の興亡（古川薫）
- 大内義隆（米原正義）
- 大村益次郎（土橋治重）
- おはん（宇野千代）
- 街道をゆく1長州路（司馬遼太郎）
- 花実のない森（松本清張）
- 花神（司馬遼太郎）
- 風の音（宇野千代）
- 風の如く（富樫倫太郎）
- 片目の蠅（和久峻三）
- 彼の歩んだ道（末川博）- 岩国市
- 河霧（国木田独歩）
- 関門海峡殺人事件（豊田行二）
- 機関車先生（伊集院静）
- 義経記
- 奇兵隊燃えゆ（童門冬二）
- 京都・山口殺人旅行（山村美紗）
- キラプリおじさんと幼女先輩（岩沢藍）　- 下関市
- 錦帯橋物語（伊藤正一）- 錦帯橋
- 源平盛衰記
- 国銅（帚木蓬生）
- 佐々木小次郎（村上元三）
- 醒めた炎 木戸孝允（村松剛）
- 時刻表2万キロ第4章（宮脇俊三）
- 下関仙崎・愛と殺意の港（大谷羊太郎）
- 十一番目の志士（司馬遼太郎）
- 集金旅行（井伏鱒二） - 岩国市・下関市
- シュンスケ（門井慶喜）
- 春風伝（葉室麟）
- 少女には向かない職業（桜庭一樹）　- 下関市
- 少年たちの戦場（那須正幹）
- 晋作 蒼き烈日（秋山香乃）
- 新・平家物語（吉川英治）
- 水西書院の娘（宇野千代）
- ズッコケ三人組のミステリーツアー（那須正幹）
- 高杉晋作（山岡荘八）
- 高杉晋作（海音寺潮五郎）
- ちえもん（松尾清貴）
- 地図を歩く男（島田一夫）
- 長州奇兵隊 栄光と挫折（古川薫）
- つぶやく骨秋吉台殺人事件（田中光二）
- 十津川警部捜査行「貴婦人」号の殺意（西村京太郎）
- 共喰い（田中慎弥）　- 下関市[1]
- なぜ君は絶望と戦えたのか（門田隆将）
- 西から来た死体錦川鉄道殺人事件（西村京太郎）
- ぬかるみの女（花登筐）
- 熱球（重松清）
- のんびり山陰線で行こう（野村正樹）
- ハードロマンチッカー（グ・スーヨン） - 下関市[2]
- 萩殺人事件（内田康夫）
- 萩殺人迷路（長井彬）
- 萩・秋吉台殺人事件（広山義慶）
- 萩・津和野に消えた女（西村京太郎）
- 萩津和野殺人事件（山口香）
- 萩・津和野殺人ライン（深谷忠記）
- 萩津和野山口殺人ライン高杉晋作の幻想（西村京太郎）
- 萩・西長門殺人事件（木谷恭介）
- 萩の雨（連城三紀彦）
- 萩のもんかきや（中野重治）
- 箱庭（内田康夫）
- 鳩子（林秀彦）
- 播州平野（宮本百合子）
- 美の巡礼（岡部伊都子）
- 椹野川の藍（宮本誠）
- 文武の将 大内義興（御建）
- 平家物語
- HOKKAI（高樹のぶ子）
- 炎の塔 小説大内義弘（古川薫）
- マイマイ新子（髙樹のぶ子） - 防府市[3]
- 松風の人 吉田松陰とその門下たち（津本陽）
- まぼろしの旅路（笹沢佐保）
- まぼろしの木橋（かつおきんや）
- 源義経（村上元三）
- 見残しの塔 周防国五重塔縁起（久木綾子）
- 耳なし芳一
- 耳なし芳一からの手紙（内田康夫）
- 宮本武蔵（吉川英治）
- 武蔵と小次郎（津本陽）
- 武蔵坊弁慶（富田常雄）
- もう誘拐なんてしない（東川篤哉）
- 毛利は残った（近衛龍春）
- 毛利元就（童門冬二）
- 毛利元就（山岡荘八）
- 門司・下関殺人海峡（西村京太郎）
- 山口線貴婦人号（草野唯雄）
- 汚れちまった道（内田康夫）
- 吉田松陰（山岡荘八）
- 吉田松陰（童門冬二）
- 世に棲む日日（司馬遼太郎）
- リーンの翼（富野由悠季）
- 竜馬がゆく（司馬遼太郎）
- 鹿苑院殿厳島詣記（今川貞世）[4]
- 若殿八方破れ 萩の逃れ路（鈴木英治）

## テレビドラマ
- 大河ドラマ
  - 源義経（主人公：源義経）
  - 竜馬がゆく（主人公：坂本龍馬）
  - 花神（主人公：大村益次郎）
  - 毛利元就（主人公：毛利元就）
  - 武蔵 MUSASHI（主人公：宮本武蔵）
  - 義経（主人公：源義経）
  - 龍馬伝（主人公：坂本龍馬）
  - 花燃ゆ（主人公：杉文）
- 赤かぶ検事奮戦記Ⅲ
- 明るいほうへ明るいほうへ
- 金子みすゞ物語
- 巌流島 小次郎と武蔵
- 奇兵隊
- 佐々木小次郎
- さすらい刑事旅情編V
  - 第1話「SL貴婦人号で待つ女・白狐面の殺意」
  - 第21話「関門海峡の女・移動してきた死体」
- 少女が大人になる時 その細き道
- 知られざる幕末の志士山田顕義
- 税務調査官・窓際太郎の事件簿31
- 蒼天の夢 松陰と晋作・新世紀への挑戦
- 鉄道警察官・清村公三郎4
- 虹を織る
- ぬかるみの女
- 幕末青春グラフィティ 坂本竜馬
- 鳩子の海
- 緋が走る
- ファーストペンギン!
- 炎の如く 吉田松陰
- 武蔵坊弁慶
- 朗読屋
- 和っこの金メダル

## 映画

### 実写
- いちご同盟（1997年、監督：鹿島勤）　- 岩国市
- 男はつらいよ 幸福の青い鳥（1986年、監督：山田洋次）　- 萩市・下関市
- おはん（1984年、監督：市川崑）
- カーテンコール（2005年、監督：佐々部清）　- 下関市[5]
- 風の外側（2007年、監督：奥田瑛二）　- 下関市[6]
- 紅の海（1961年、監督：谷口千吉）
- サバイバルファミリー（2017年、監督：矢口史靖） - 宇部市
- 式日（2000年、監督：庵野秀明） - 宇部市[7]
- 集金旅行 (1957年、監督:中村登)[8]
- 新仁義なき戦い 組長の首（1975年、監督：深作欣二）　- 下関市
- チルソクの夏（2004年、監督：佐々部清）　- 下関市[9]
- 釣りバカ日誌12 史上最大の有給休暇（2001年、監督：本木克英）
- 出口のない海（2006年、監督：佐々部清）
- ときめきメモリアル（1997年、監督：菅原浩志） - 周防大島町、柳井市
- とべない沈黙（1966年、監督：黒木和雄）　- 萩市
- 共喰い（2013年、監督：青山真治）　- 下関市[1]
- トラック野郎・御意見無用（1975年、監督：鈴木則文）　- 下関市
- 凪の島（2022年、監督：長澤雅彦） - 下松市笠戸島[10]
- 人間魚雷回天（1955年、監督：松林宗恵）
- ハードロマンチッカー（2011年、監督：グ・スーヨン） - 下関市[11]
- 配達されない三通の手紙（1979年、監督：野村芳太郎）
- 獄に咲く花（2009年、監督：石原興）
- 百円の恋（2014年、監督：武正晴）
- ふたりの桃源郷（2016年、監督：佐々木聰）  - 岩国市美和町[12]
- ヘレンケラーを知ってますか（2007年、監督：中山節夫）[13]
- 祝の島（2010年、監督：纐纈あや）　- 上関町祝島[14]
- ほたるの星（2004年、監督：菅原浩志）[15]
- ミツバチの羽音と地球の回転（2011年、監督：鎌仲ひとみ） - 上関町祝島[16]
- 宮本武蔵 完結篇 決闘巌流島（1956年、監督：稲垣浩）　- 下関市巌流島
- 宮本武蔵 巌流島の決斗（1965年、監督：内田吐夢）　- 下関市巌流島
- 八重子のハミング（2017年、監督：佐々部清） - 萩市[17]
- 四日間の奇蹟（2005年、監督：佐々部清）
- ロボコン（2003年、監督：古厩智之） - 実在する徳山工業高等専門学校（周南市）が舞台。他に光市。

### 劇場アニメ
- カッタ君物語（1995年、監督：吉田憲二）　- 宇部市
- シン・エヴァンゲリオン劇場版 （2021年、総監督：庵野秀明）　- 宇部新川駅
- マイマイ新子と千年の魔法（2009年、監督：片渕須直） - 防府市[18]

## 漫画
- お〜い!竜馬（小山ゆう）
- 奥さまは魔法少女
- おれは直角（小山ゆう）
- 加治隆介の議（弘兼憲史）
- これが私の御主人様（原作：まっつー（宇部市出身）・作画：椿あす） - 宇部市
- 聖剣使いの禁呪詠唱 第5話
- 特攻の島（佐藤秀峰）
- バイトのコーメイくん（カレー沢薫）
- 馬鹿者のすべて（村岡ユウ）
- バンパイヤ（手塚治虫）
- 緋が走る（原作：ジョー指月・作画：あおきてつお）
- 瞬きもせず（紡木たく）
- むねあつ（村岡ユウ）
- るろうに剣心 -明治剣客浪漫譚-（和月伸宏）
- RiN (ハロルド作石)  - 周防大島町
- リベロ革命!!  (田中モトユキ (長門市出身))

## テレビアニメ
- お〜い!竜馬（小山ゆう）
- 奥さまは魔法少女
- おれは直角（小山ゆう）
- 鋼鉄神ジーグ
- これが私の御主人様（原作：まっつー（宇部市出身）・作画：椿あす） - 宇部市
- 新世紀エヴァンゲリオン 第6話（監督：庵野秀明（宇部市出身）） - 宇部市
- 聖剣使いの禁呪詠唱 第5話
- 名探偵コナン（青山剛昌）「友情と殺意の関門海峡」
- リーンの翼
- るろうに剣心 -明治剣客浪漫譚-（和月伸宏）

## 音楽
- あゝ高杉晋作（三橋美智也）
- 雨の錦帯橋（山口瑠美）
- いつかもうすぐ（浜田省吾） - 岩国市
- 岩国の夜（岡ゆう子）
- STU48（山口ver.）（STU48）
- お元気音頭（ロス・プリモス）
- 男なら
- 17才（南沙織） -  防府市
- たそがれたずねびと（三橋美智也）
- 長州にて候（橋幸夫）
- 長州の男（山本譲二）
- 徳山午前0時（井上雪彦、鈴木久美） - 徳山市（現：周南市）
- 山口県民の歌
- 吉田松陰（尾形大作）

## ラジオドラマ
- アリラン（NHK-FM FMシアター）
- 海を駆ける（NHK-FM FMシアター）
- エディの空（NHK-FM FMシアター）
- 勝縄（NHK-FM、FMシアター）
- それでも僕は、（NHK-FM FMシアター）
- 月の島 （NHK-FM FMシアター）

## ドキュメンタリー
- NHK特集よみがえれ貴婦人C571～最後後のSL解体修理～(NHK総合 1985年)
- 新日本紀行鉄道特集SLふるさとに帰る
- 今日の萩焼（レゾネエンタテイメント）